# Roberta Collins
Roberta Collins (* 17. November 1944 in Alhambra, Los Angeles County, Kalifornien als Roberta Lee Hefley; † 16. August 2008 in Los Angeles, Kalifornien) war eine US-amerikanische Schauspielerin und Model. Sie begann Mitte der 1960er Jahre ihre Karriere als Schauspielerin, die in den 1970er Jahren ihren Höhepunkt erreichen sollte. In den 1980er Jahren war sie nur noch in wenigen Filmen, zuletzt 1986 zu sehen. Sie gewann mehrere Schönheitswettbewerbe.

## Leben
Collins wurde am 17. November 1944 in Alhambra geboren und wuchs in El Monte auf. Sie besuchte die Arroyo High School. Sie begann später eine Modelkarriere und nahm an einigen Schönheitswettbewerben teil. Am 9. Juli 1966 heiratete sie Gunther Collins. Im April 1970 folgte die Scheidung. Der Ehe entstammte ein Sohn. Ende der 1970er Jahre war sie laut Medienberichten in einer Beziehung mit dem Schauspieler Glenn Ford. In den späten 1990er Jahren arbeitete sie für ihn als Betreuerin. Vom 26. Januar 1999 bis zu ihrem Tod war sie mit dem Schauspieler Paul Harper verheiratet. Die beiden wurden Eltern eines Kindes.
Roberta Collins starb am 16. August 2008 im Alter von 63 Jahren an einer Überdosis Drogen und Alkohol. Collins litt nach dem Suizid eines ihrer Kinder unter Depressionen. Sie wurde auf dem Forest Lawn Memorial Park an den Hollywood Hills in unmittelbarer Nähe zu ihrem Sohn beigesetzt.

## Karriere
Mit Beginn ihrer Modelkarriere in den 1960er Jahren nahm sie auch an regionalen und überregionalen Schönheitswettbewerben teil. Sie wurde zur Miss El Monte, National Orange Show Girl, Miss Lake Havasu, Miss Marine Recruiter, Brackett Air Show Queen und zur Recreational Vehicle Queen gekürt. 1969 wurde sie zur Königin des Warner Bros-Seven Arts International Film Festival in Freeport, Grand Bahama, ernannt.
1966 debütierte sie in einer Nebenrolle im Spielfilm Mollymauk, der Wunderknabe als Schauspielerin. Sie übernahm 1969 eine Episodenrolle in der Fernsehserie Adam-12, 1970 durfte sie in einer Episode der Fernsehserie Here Come the Brides mitwirken. In den nächsten Jahren folgten recht häufig Rollen, in denen sie dank ihres optischen Erscheinungsbildes herausstach. Anfang der 1970er Jahre wirkte sie zudem in einigen Low-Budget-Filmen teilweise mit R-Rating mit und war jährlich in mehreren Fernseh- und Filmproduktionen zu sehen. 1973 spielte sie in Liebesgrüße aus Fernost die Rolle der Söldnerin Laura. 1975 war sie in Frankensteins Todesrennen in der Rolle der Matilda „the Hun“ zu sehen. Im Folgejahr war sie in Blutrausch in der Rolle der Clara Wood zu sehen. Ab den 1980er Jahren ging ihre Präsenz als Schauspielerin deutlich zurück. Zuletzt wirkte sie 1986 in den Filmen Frauengefängnis USA und Hardbodies 2 mit.

## Filmografie
- 1966: Mollymauk, der Wunderknabe (Lord Love a Duck)
- 1969: Adam-12 (Fernsehserie, Episode 2x02)
- 1970: Here Come the Brides (Fernsehserie, Episode 2x18)
- 1971: The Big Doll House
- 1971: Frauen hinter Zuchthausmauern (Women in Cages)
- 1971: Sheriff Cade (Fernsehserie, Episode 1x11)
- 1971: Minnie und Moskowitz (Minnie and Moskowitz)
- 1972: Sweet Kill
- 1972: Rollerfieber (The Unholy Rollers)
- 1973: The Roommates
- 1973: Liebesgrüße aus Fernost (Wonder Women)
- 1973: Ein Mann geht über Leichen (The Stone Killer)
- 1973: Terror on the Beach (Fernsehfilm)
- 1974: Das Zuchthaus der verlorenen Mädchen (Caged Heat / Renegade Girls)
- 1974: The Last Porno Flick
- 1974: Drei eiskalte Profis (Three the Hard Way)
- 1974: Abenteuer der Landstraße (Movin’ On) (Fernsehserie, Episode 1x01)
- 1974: Der Nachtjäger (Kolchak: The Night Stalker) (Fernsehserie, Episode 1x01)
- 1974: Detektiv Rockford – Anruf genügt (The Rockford Files) (Fernsehserie, Episode 1x04)
- 1975: Frankensteins Todesrennen (Death Race 2000)
- 1975: Train Ride to Hollywood
- 1975: Alias Big Cherry
- 1976: The Witch Who Came from the Sea
- 1977: Blutrausch (Eaten Alive)
- 1977: Whiskey Mountain
- 1977: Speedtrap – Einsteigen, Starten, Abhauen (Speedtrap)
- 1977: Harold Robbins’ 79 Park Avenue (Mini-Serie, 3 Episoden)
- 1978: 1978: Mathilda… schlägt alle K.O. (Matilda)
- 1979: B.J. und der Bär (B.J. and the Bear) (Fernsehserie, Episode 1x02)
- 1981: Samstag, der 14. (Saturday the 14th)
- 1982: Der Mann ohne Gnade (Death Wish II)
- 1984: Hardbodies
- 1984: Kampf gegen die Ausweglosigkeit (Anatomy of an Illness) (Fernsehfilm)
- 1985: Der ausgeflippte College-Geist (Regie: Alan Holleb)
- 1986: Frauengefängnis USA (Vendetta)
- 1986: Hardbodies 2